# Gilbertov sindrom
Žilberov sindrom, poznat kao i Žilber-Mulengrahtov sindrom, nasledni je poremećaj metabolizma bilirubina. Vodeći simptom bolesti je žutica uzrokovana povišenom koncentracijom nekougiranog bilirubina u krvi. Bolest je česta i zahvata oko 5% populacije (prema nekima 10%).
Uzrok hiperbilirubinemije je smanjena aktivnost enzima glukuronoziltransferaze (bilirubin-uridin-difosfat-glukuronozilltransferaza, B-UGT), koji kougira bilirubin i još neke molekule. Kougacijom bilirubin postaje rastvorljiv, te se izlučuje putem žuči u dvanaestopalačno crevo. 
Žilberov sindrom je u većini slučajeva bezopasna bolest koja ne zahteva lečenje, a ispoljava se žuticom usled povišenja bilirubina u krvi (što može biti povezano sa stresom npr. gladovanje, fizički napor, infektivna bolest) i nespecifičnim simptomima kao što su mučnina, umor, proliv, glavobolja, smanjenje apetita, kojima se za sada ne može utvrditi pravi uzrok.
Neki lekovi se metabolizuju delovanjem enzima B-UGT, zbog čega može doći do povišene koncetracije tih lekova ili njihovih razgradnih produkata u krvi.
Sindrom je nazvan prema naučnicima Nikolasu Ogistenu Žilberu i Jens Einar Mulengrahtu, te se u nemačkoj literaturi susreće i naziv Morbus Meulengraht.

## Spoljašnje veze
- „GilbertsSyndrome.com”. Архивирано из оригинала 2006-08-10. г. — collection of information on Gilbert's Syndrome, including symptom survey
- „Gilbert's Syndrome Fact Sheet”. Архивирано из оригинала 2005-11-02. г. at AllRefer Health
- Children's Liver Disease Foundation
- „Gilbert's Syndrome”. Архивирано из оригинала 18. 05. 2016. г. BMJ Best Practices monograph

|  | Molimo Vas, obratite pažnju na važno upozorenje u vezi sa temama iz oblasti medicine (zdravlja). |